# حصار پایین
حصار پایین، روستایی از توابع بخش مرکزی شهرستان دماوند در استان تهران ایران است.روستای حصار پایین از طبیعت بکر برخوردار بود ولی با هجوم مهاجرین غیربومی از تهران و شهرهای دیگر و ساخت‌و‌ساز‌های بی‌رویه و غیراصولی در بافت کشاورزی و طبیعی و حریم رودخانه، این منطقه تغییر شکل داده و بافت سنتی و قدیمی آن از بین رفته است ولی با این‌حال همچنان نسبت به دیگر محله های شهرستان دماوند و با توجه به پیشرفتی که در منطقه اتفاق افتاده اصالت خود را بهتر حفظ کرده و تبدیل به منطقه باغ ویلایی شده است.

## پیشینه
علت اينكه ساكنان منطقه ي حصار اين نام را براي محل اسكان خود برگزيدند به اين بر مي گردد كه دقيقا دو منطقه به همين نام يعني حصار بالا و حصار پايين در شاپور رضائيه (اروميه)وجود دارد، كه دو قوم اسام لو و بيگلر از اين دو روستا به اين مكان تبعيد شدند.
ساكنين حصار اهل زنجان بودند كه در زمان محمد شاه قاجار حاضر به دادن سرباز و ماليات نشدند به همين خاطر به منطقه ی حصار تبعيد گشتند و سران آن جا، عبدالباقر و عبد العي خان دو برادر بودند كه دور منطقه ديواري كشيدند و به همين علت آن را حصار ناميدند.
حصار بالا ملك عبد العي خان برادر بزرگ تر بود و چون نفوذ بيشتري نسبت به عبدالباقر خان داشت حصار بالا به حصار قردولومعروف شد و حصار پايين به عبدالباقر خان واگذار شد.

## جمعیت
این روستا در دهستان تاررود قرار دارد و براساس سرشماری مرکز آمار ایران در سال ۱۳۸۵، جمعیت آن ۶۹۷نفر (۲۰۴خانوار) بوده‌است.

## زبان
زبان مردم اين منطقه تركي است،به دليل اينكه اجداد اين مردم از رضائيه و منطقه اي ترك زبان از زنجان به اين جا تبعيد شده اند.گويشي كه مردم حصار بالا دارند با گويشي كه حصار پاييني ها دارند تفاوتي نمي كند و هر دو يك لهجه دارند.اما با اينكه اصالت حصاري ها مربوط به اروميه و زنجان است به گفته ي خودشان نوع گويش آن ها متفاوت است و به درستي،زبان ترك هاي غرب كشور را متوجه نمي شوند.(البته اين موضوع در مورد بعضي اصطلاحات صدق مي كند نه در همه موارد)